# 虹桥南丰城

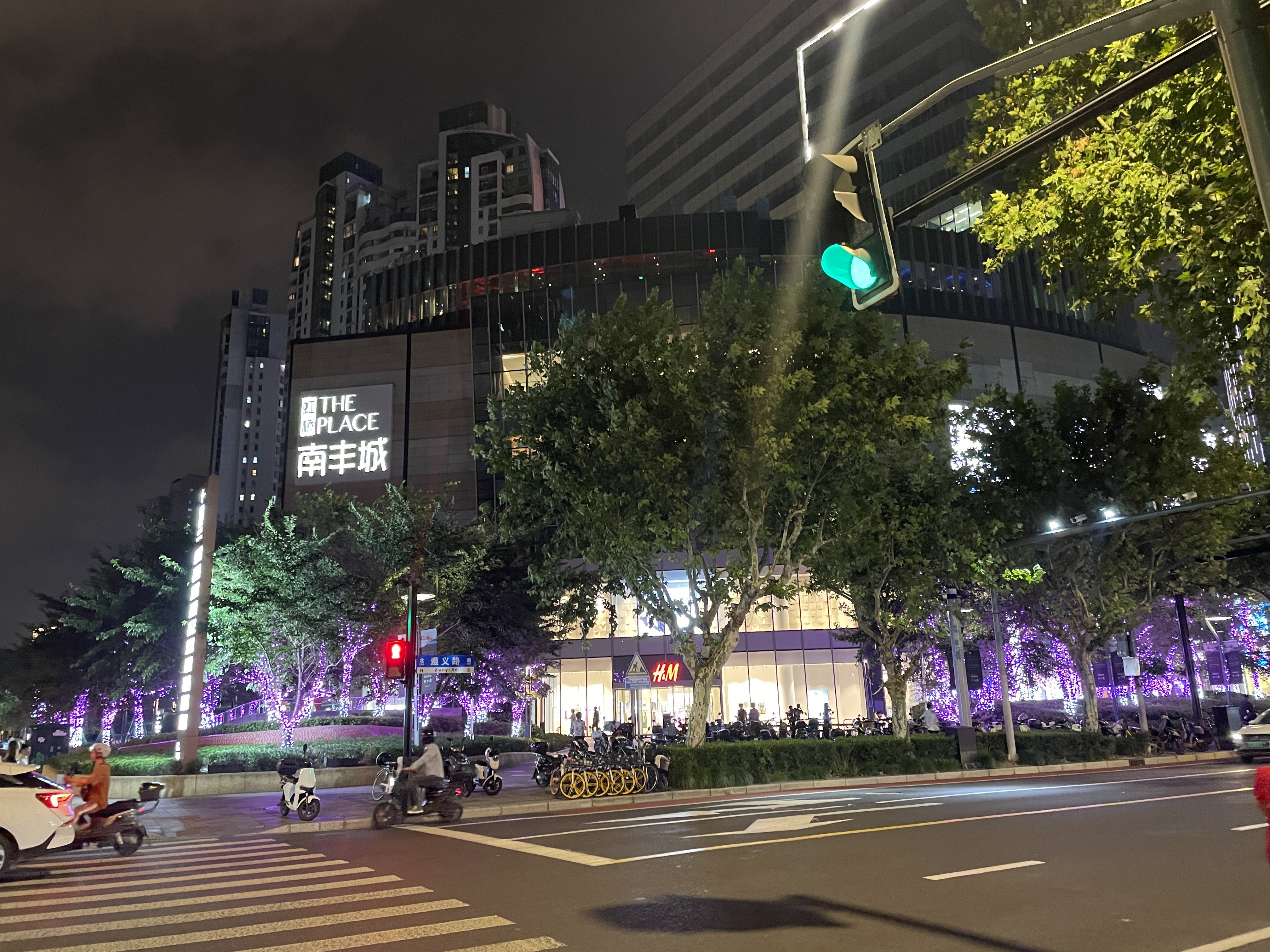
虹桥南丰城

虹桥南丰城（英語：Shanghai The Place）是一家位于上海的商场。

## 历史
位于上海长宁区遵义路100号，地塊原屬於天山一村，現今属于古北商圈，总面积27.7万平方米，包括11万平方米商场和11万平方木三座写字楼，毗邻尚嘉中心。
前身为虹桥百盛，后由南丰集团接手重新开发，2014年12月正式营业，有1000个停车位。

## 交通
- 上海轨道交通2号线娄山关路站
- 上海轨道交通10号线伊犁路站
- 上海轨道交通3号线，4号线延安西路站